# Aeroporto de Alto Parnaíba
O aeroporto de Alto Parnaíba está a 295 metros do nível do mar, o que dificulta a operação de aeronaves de médio e grande porte. O aeroporto não recebe aeronaves com muita frequência, é mais usado para corridas de carros, cavalos e motocicletas. Possui uma pista com 1400 metros de extensão e 25 metros de largura, com superfície de piçarra e terra.